# Dryopteris critica
Dryopteris critica är en träjonväxtart som först beskrevs av Fraser-jenk., och fick sitt nu gällande namn av Fraser-jenk. Dryopteris critica ingår i släktet Dryopteris och familjen Dryopteridaceae. Inga underarter finns listade.